# Eilema cinerea
Eilema cinerea là một loài bướm đêm thuộc phân họ Arctiinae, họ Erebidae.